# John Serry senior
John Serry senior (* 29. Januar 1915 als John Louis Serrapica in Brooklyn, New York City; † 14. September 2003, Long Island, New York) war ein ausgebildeter Akkordeon-Virtuose, Arrangeur, Komponist, Organist und Pädagoge, der in Radio- und Fernsehsendungen der CBS Corporation auftrat. Als Konzertmusiker und Solist spielte er über vier Jahrzehnte während des frühen 20. Jahrhunderts Akkordeon in einer ganzen Reihe von professionellen Orchester-Ensembles. Darüber hinaus erweiterte er die Verwendung der Orgel während interreligiösen liturgischen Dienstleistungen für mehr als drei Jahrzehnten.
John Serry, Akkordeonist um 1967

Link zum Bild

John J. Serry Sr. Archiv 
John Serry, Akkordeonist
 um 1931 und 1940s

Link zum Bild

## Leben
John Serrys Eltern waren die Italoamerikaner Pasquale Serrapica und Anna Balestrieri aus Castellammare di Stabia in Italien. Serry ging einer künstlerischen Karriere nach, die sieben Jahrzehnte anhielt. Als Interpret lateinamerikanischer Musik und als Freibass-Akkordeonspieler erwarb er sich Anerkennung bei seinen Auftritten in Live-Radio- und Fernsehsendungen für die CBS-Radio- und Fernsehsender, die in den Vereinigten Staaten ausgestrahlt wurden. Er erwarb sich zusätzliche Beachtung als Pianoakkordeon-Solist beim Radio-Musiksender Viva América, der während des Zweiten Weltkrieges von Voice of America im Auftrag des zum Außenministerium der Vereinigten Staaten gehörenden Office for Inter-American Affairs (OCIAA – Kulturelle Beziehungen und Radio-Abteilung – Völkerverständigung) live nach Südamerika ausgestrahlt wurde.
Als Mitglied des CBS Pan American Orchestra (1940–1949) unter der Leitung von Alfredo Antonini und des Columbia Concert Orchestra (1940–1949), war Serry erfolgreich als professioneller Konzert-Akkordeonspieler und Solist und half dadurch, Anerkennung für sein Instrument auf der Konzertbühne zu erreichen. Mehrere seiner Sendungen mit dem CBS Orchester (1949–1960) im CBS-Netzwerk stehen Forschern und der breiten Öffentlichkeit als Teil der ständigen Archivsammlung des Paley Center for Media in New York City zur Verfügung. Über die Jahrzehnte hinweg spielte er mit bekannten Orchester-Dirigenten aus dem Bereich der klassischen Musik, sowie mit herausragenden Bandleadern von Jazzbands zusammen. Unter ihnen waren: Shep Fields, Erno Rapee, Lester Lanin, Alfredo Antonini, Howard Barlow, Alexander Smallens, Archie Bleyer, André Kostelanetz, Percy Faith, Ben Selvin, Guy Lombardo, Mitch Miller, Mike Danzi,
und Robert Irving. Seine Fachstudien wurden von dem Komponisten und Musikpädagogen Robert Strassburg (1915–2003) (der bei Igor Stravinsky, Walter Piston und Paul Hindemith studiert hatte) sowie dem Theaterorganisten Arthur Guttow (der an der Tastatur der Mighty Wurlitzer in der Radio City Music Hall zu hören war) weitergeführt.

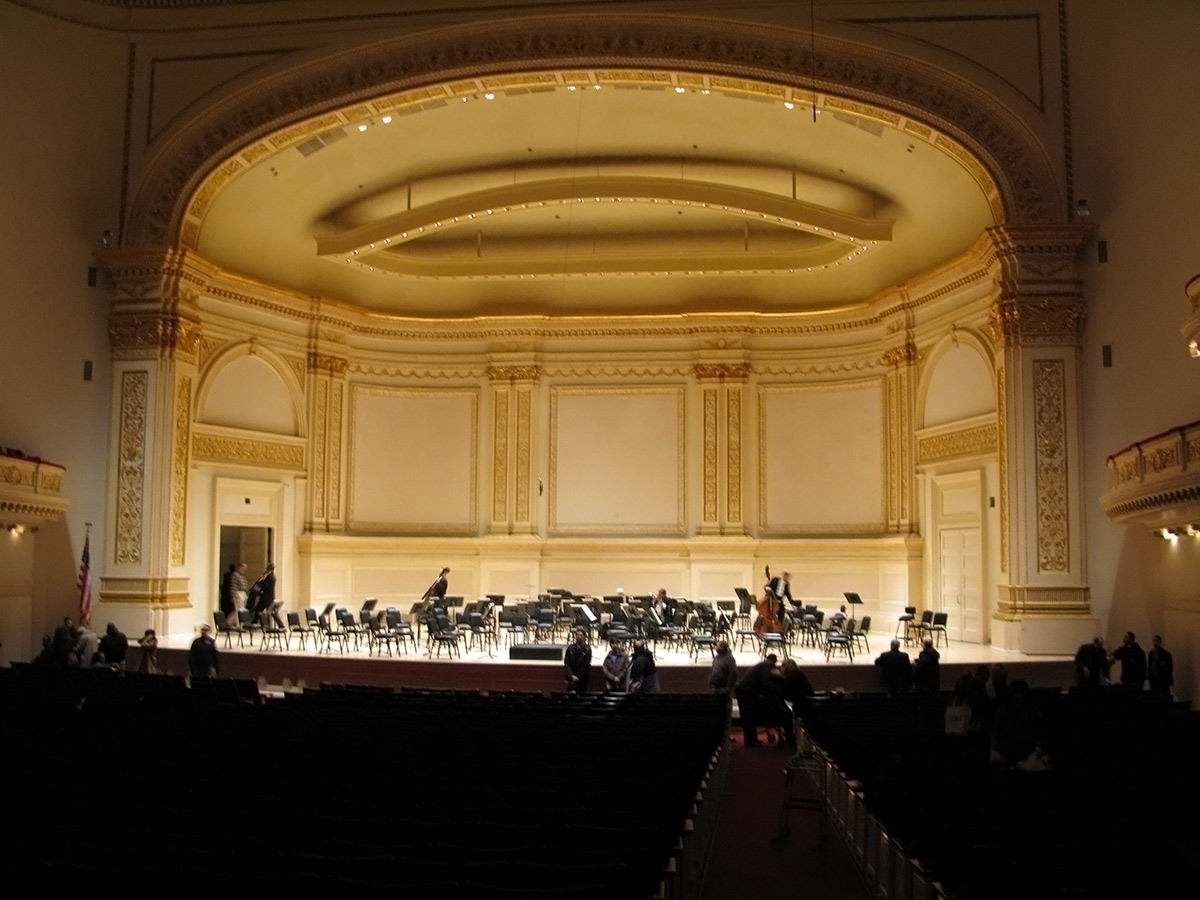
Carnegie Hall, New York City
Carnegie-hall-isaac-stern

Durch seine Konzertengagements über einen Zeitraum von vierzig Jahren spielte Serry in einem breiten Spektrum von Orchester-Ensembles, darunter: Big Bands (siehe Kapitel: Die 1930er Jahre), klassische Orchester (siehe Kapitel: Die 1940er Jahre und Die 1960er Jahre), Radio- und Fernsehorchester (siehe Kapitel: Die 1940er Jahre und Die 1950er Jahre) und Broadway-Orchester (siehe Kapitel: Die 1950er Jahre und Die 1960er Jahre). Dabei stellte er die Flexibilität des Akkordeons als Orchesterinstrument unter Beweis an Konzertorten wie dem Rainbow Room im Rockefeller Center (1935), dem Starlight Roof im Waldorf Astoria Hotel (1936–1937), der Radio City Music Hall (1935), dem Palmer House in Chicago (1938), dem Biltmore Hotel in Los Angeles (1938), der Carnegie Hall mit Alfredo Antonini als Dirigent (1946), dem Plaza Hotel (1940er Jahre), The Town Hall (1941–1942), dem Ed Sullivan Theater (1959) für das CBS Fernsehen, dem Empire Theater (New York) (1953), dem 54th Street Theatre (1965), dem Majestic Theatre (1968), dem Broadway Theatre (1968), dem Imperial Theater (1968), dem New York State Theater im Lincoln Center (1968) und solchen New Yorker Nachtlokalen wie El Morocco, El Chico und The Riviera in den 1930er Jahren.
Serry betätigte sich später im Leben neben dem Akkordeonspiel auch als Organist. Für 35 Jahre arbeitete er als freischaffender Organist an der Interfaith Chapel der Long Island University C. W. Post Campus in Brookville, im US-Bundesstaat New York, wo er sich sowohl als Interpret als auch als Komponist von interreligiöser liturgischer Musik (kirchenmusik), und klassischer Musik spezialisierte (siehe Kapitel: Die 1970er Jahre – 2002).

### Frühe musikalische Einflüsse
John war das vierte Kind in einer Familie von dreizehn Kindern, die von Pasquale und Anna Serrapica in Brooklyn, New York, aufgezogen wurden. Seine erste Befassung mit klassischer Musik hatte er durch seinen Vater, der seine Kinder mit Mandolin- und Klavierspiel unterhielt. John zeigte im Alter von fünf Jahren ein natürliches Talent für das Klavierspiel. Er wurde daher von seinem Vater ermutigt, ihn beim Klavierspiel zu begleiten und phonographische Aufnahmen klassischer Musik von so führenden europäischen Komponisten wie Verdi, Puccini, Rossini, Beethoven, von Suppè und Mozart auf dem Klavier nachzuspielen.
Das musikalische Talent seines Sohnes berücksichtigend, ermutigte Pasquale Serrapica seinen Sohn, mit dem Akkordeonspiel zu beginnen, nachdem er durch eine fast tödliche Krankheit sein Klavierspiel aufgegeben hatte. Zu dieser Zeit studierte Serry an der Brooklyn Technical High School, um sich auf einen Beruf im Bereich Architektur vorzubereiten. Sein Vater ermutigte ihn ebenfalls, seinen musikalischen Unterricht von 1926 bis 1929 bei dem Akkordeonisten Joseph Rossi an der Pietro Deiro Schule in New York fortzusetzen. Im Alter von 14 Jahren folgten bereits Live-Auftritte beim italienischen Radiosender WCDA. In den Jahren 1929 bis 1932 studierte er Klavier und Harmonik bei Albert Rizzi sowie in den Jahren 1933 bis 1934 Harmonik und Kontrapunkt bei Gene Von Hallberg (dem Gründer der American Accordionists Association). Eine lebenslange Freundschaft mit der Akkordeonspielerin Louise Del Monte entwickelte sich während dieser Studien. Del Monte weckte Serrys Interesse an lateinamerikanischer Musik. Mit Unterstützung von Del Monte folgten Auftritte mit dem Ralph Gomez Tango-Orchester im Rainbow Room des Comcast Building im Rockefeller Center und damit begann Serrys berufliche Laufbahn.
Nach den ersten beruflichen Erfolgen heiratete Serry in den 1940er Jahren seine Frau Julia und zog nach Nassau County, New York auf Long Island, um mit ihr eine Familie mit vier Kindern zu gründen. Eines seiner Kinder ist der Jazzkomponist/-pianist und zeitgenössische klassische Komponist/Schlagzeuger John Serry junior. Gleichzeitig nahm er Privatstunden bei Joscha Zade am Klavier (1945–1946), bei Arthur Guttow an der Orgel (1946), bei Robert Strassburg in Orchestrierung und Harmonik (1948–1950) und spezialisierte sich auf die Kompositionen von Gershwin, Debussy und Ravel.

### Die 1930er Jahre: Die Ära der Big Bands

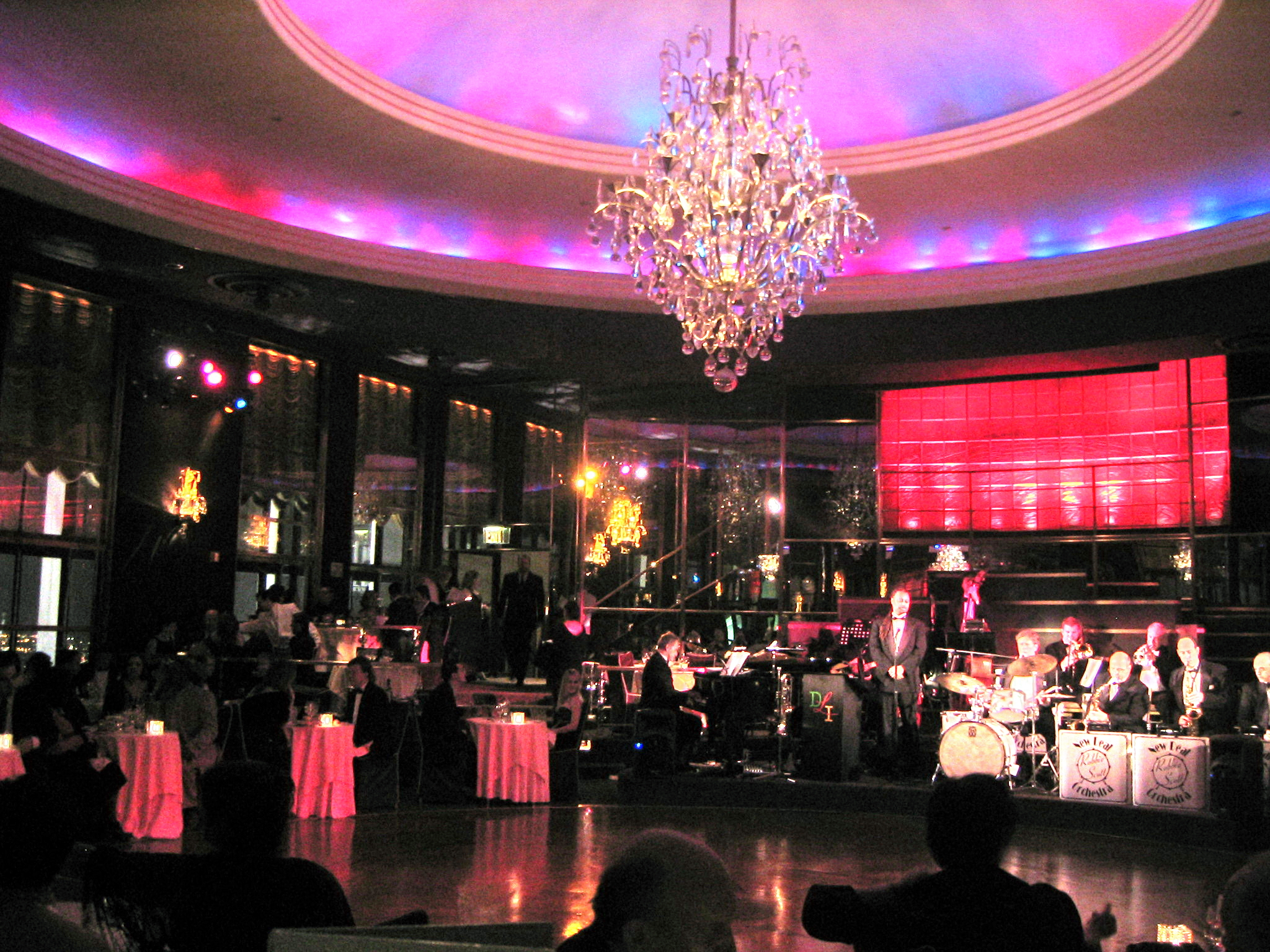
Rainbow Room im Rockefeller Center – New York City

Serrys musikalische Karriere nahm in den 1930er Jahren Gestalt an, als er mit einer Vielzahl von Dirigenten und Arrangeuren zusammenarbeitete. Während der Big-Band-Ära gehörten in New York City zu diesen Dirigenten und Arrangeuren:
- Erno Rapee, Dirigent des Radio City Music Hall Orchestra, mit Serry als erstem Akkordeon-Solisten (1933)
- Ralph Gomez, ein kubanischer Orchesterleiter in einem verlängerten Engagement im Rainbow Room des Rockefeller Centers (1935);
- das Hugo Mariani Tango Orchester im Waldorf Astoria Hotel (1930er Jahre);[16][36][37] Alfred Brito, ein kubanischer Orchesterleiter in New York City (1936) und
- Misha Borr, ein ehemaliger Dirigent des Waldorf-Astoria Orchestra in den frühen 1930er Jahren.

Er trat während dieser Zeit auch mit dem Lester Lanin Orchester als Solist bei gesellschaftlichen Ereignissen in den exklusiven Waldorf Towers des Waldorf Astoria Hotels und seinem Starlight Roof auf. Darüber hinaus trat er regelmäßig in exklusiven Clubs wie dem El Morocco, dem Rainbow Room, dem El Chico und dem Riviera in New York City auf.
Serry erhielt nationale Publicity infolge seiner Kooperation mit dem Jazzorchester-Leiter Shep Fields bei Auftritten mit Shep Fields and His Rippling Rhythm Orchestra. Diese Auftritte beinhalteten eine landesweite Tour mit Live-Radiosendungen im NBC-Netzwerk aus dem Palmer House Hotel in Chicago, Illinois und dem Biltmore Hotel in Los Angeles, California in den Jahren 1937 bis 1938. Diese Übertragungen von Big-Band-Auftritten waren bemerkenswert durch die Nutzung der neuen Radiogran Broadcast-Technologie der Zenith Electronics Corporation. Serrys Auftritte als Mitglied des Orchesters und als Solist sind in einer Folge der Musikanthologie The Big Broadcast of 1938 von Paramount Pictures dokumentiert (This Little Ripple Had Rhythm und Thanks for the Memory – der gewann den Oscar für das Beste Original Lied im Jahr 1939). Außerdem nahm er mehrere beliebte Songs der Bluebird Records auf, darunter: Mit Einem Lächeln und Einem Lied (Frank Churchill/Larry Morey), Whistle, Während Sie Arbeiten (Frank Churchill/Larry Morey) und Jetzt Kann es Erzählt Werden (Irving Berlin).
Neben seiner Konzerttätigkeit startete Serry seine Karriere als Musikpädagoge, indem er als Assistant Dean of Accordion and Harmony am Biviano Accordion Center in Manhattan (1939) arbeitete. In dieser Funktion lehrte er bis 1942 Studenten, die sein Interesse am Orchestral Jazz teilten, das Akkordeonspiel.

### Die 1940er Jahre: Das goldene Zeitalter des Radios
Serrys Erfahrung mit Shep Fields im Live-Rundfunk in den 1930er Jahren erwies sich während des „Goldenen Zeitalters des Radios“ in den 1940er Jahren als nützlich. Begierig darauf, das Gebiet der klassischen Konzertmusik zu betreten, spielte Serry im CBS-Radionetz mit mehreren Künstlern zusammen, die dem Publikum in New York City vertraut waren, darunter: Marianne Oswald, auch bekannt als Marianne Lorraine, eine französische Chanteuse in einer Aufführung mit Werken des US-amerikanischen Dichters Carl Sandburg in der Town Hall (1942) und Alfredo Antonini, Dirigent des CBS Pan American Orchestra im CBS-Netzwerk (1940–1949) und Dirigent für das Viva América-Programm auf CBS für das Außenministerium der Vereinigten Staaten – Office for Inter-American Affairs (OCIAA). Seine Leistung mit Marianne Lorraine wurde in der Zeitschrift Players – National Journal of Educational Dramatics gelobt. Die Aufführung wurde als eine frische, einzigartige und faszinierende Erfahrung beschrieben. Er trat auch in Antoninis Orchester in der Galaveranstaltung Night of the Americas Concert auf, die im Jahr 1946 in der Carnegie Hall veranstaltet wurde. Während er für CBS tätig war, spielte Serry bei mehreren beliebten Fernseh-Shows mit einschließlich der Gordon MacRae Show Star of Stars, ausgestrahlt live von der CBS Starline Roof (1946) mit Serry als Solokünstler und Archie Bleyer als Dirigent; die Danny O’Neil Show brachte Serry als Gastkünstler (1946); die Coca-Cola Hour (auch bekannt als The Pause That Refreshes) zeigte ihn im CBS-Netzwerk mit dem Percy Faith Orchestra unter der Leitung von Percy Faith (1948); die Jack Smith Show (1947); die Jean Sablon Show (1947); und Studio One mit Cellist Bernard Greenhouse, ein Schützling von Pablo Casals (1947).

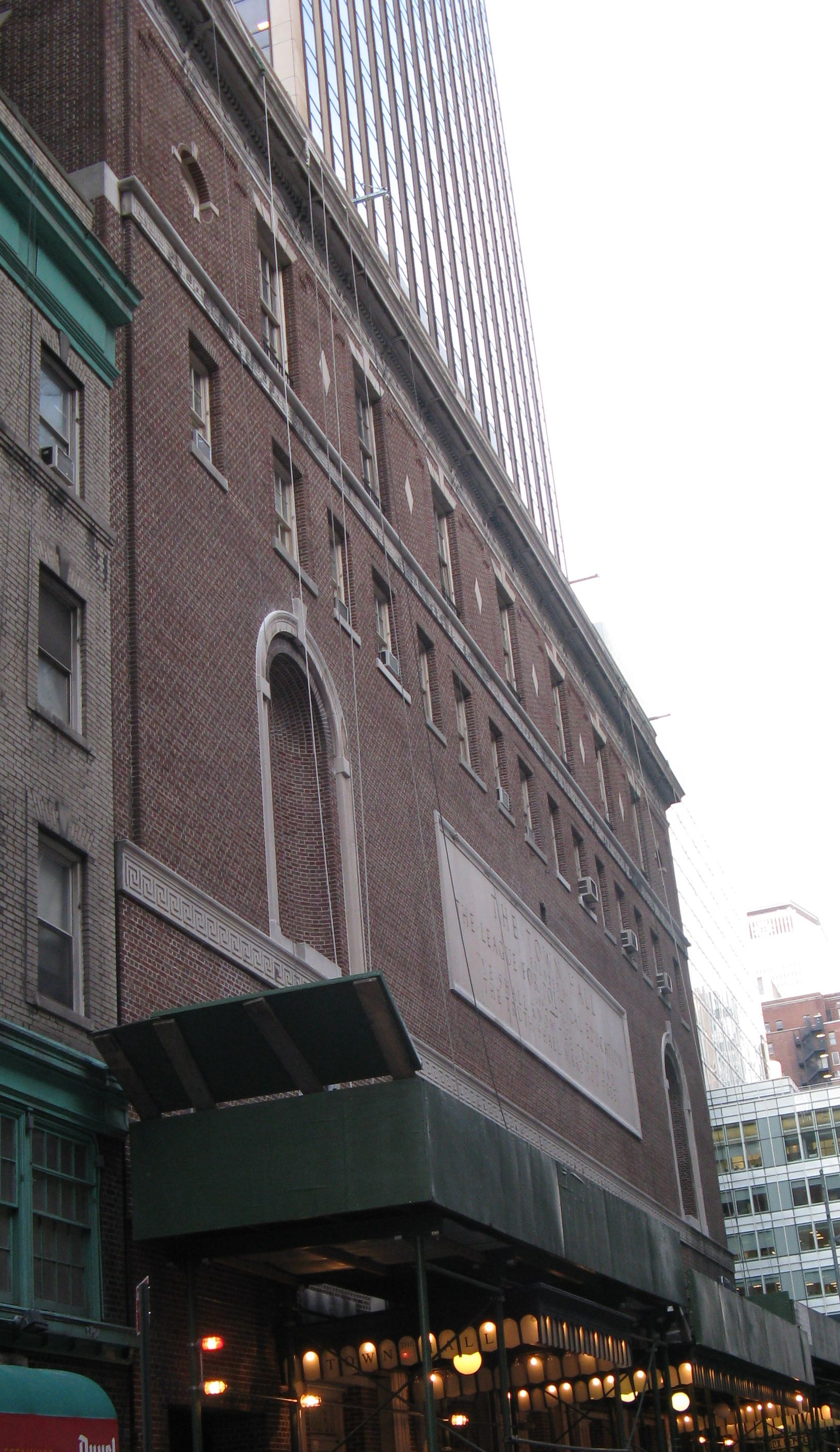
Town Hall in New York City
Ny-town-hall

Sein Interesse an der klassischen Musik erstreckte sich auch auf das Gebiet der Oper. Zu Beginn des Jahrzehnts spielte er in der Town Hall unter der Leitung von Alexander Smallens in Konzertaufführungen von Virgil Thomsons Four Saints in Three Acts (1941). Der bekannte Chorleiter Leonard De Paur arbeitete ebenfalls mit Serry in einer Oratorien-Produktion für die Oper zusammen.
In diesem Zeitraum arbeitete er auch mit etablierten internationalen Künstlern zusammen, darunter: Terig Tucci und Los Panchos Trio (Lateinamerikanische Sänger)
Zahlreiche Künstler in den Aufnahmestudios arbeiteten mit Serry zusammen, darunter: Victoria Cordova, Sänger, Juan Arvizu, Sänger, Eva Garza, Sänger und Alfredo Antonini, Dirigent für eine Aufnahmesession von Muzak (1949); RCA Victors Transkriptionsabteilung für Aufnahmen von über dreißig Kompositionen von Serrys Ensemble The BelCordions (vier Akkordeons unterstützt von Kontrabass und Gitarre) für die Übertragung über das NBC-Netzwerk (1946); und das Biviano Sextette in einer Reihe von LP-Aufnahmen (1946). Seine Aufnahmen mit Victoria Cordova zeigten mehrere Lieder aus Lateinamerika, darunter: Verde Luna (Vincente Gomez), Amor (Gabriel Ruiz), Siboney (Ernesto Lecuona), You Belong to My Heart (Agustin Lara), Edelma – Pasillo (Terig Tucci) und What a Difference a Day Made (Maria Grever). Seine Aufnahmen mit dem Viva America Orchestra unter der Leitung von Alfredo Antonini für Alpha Records (Kataloge # 12205A, 12205B, 12206A, 12206B) im Jahr 1946 featured mehrere lateinamerikanische Favoriten, darunter: Tres Palabras (Osvaldo Farres), Caminito de Tu Casa (Julio Alberto Hernández), Chapinita (Miguel Sandoval) und Noche De Ronda (Agustin Lara). Kritische Kritik der Alben in den Neuen Aufzeichnungen lobte die Leistung des Orchesters und feierte die Sammlung als eines der besten neuen Alben der lateinamerikanischen Musik.
Im Bereich der internationalen Live-Radiosendungen hat Serry über das CBS-Radio-Netzwerk für die breite Öffentlichkeit in Nord- und Südamerika gespielt. Mehrere Aufführungen wurden sogar von Eleanor Roosevelt und verschiedenen hochrangigen südamerikanischen Diplomaten während der Eröffnungszeremonien von Macy’s Latin-American Fair of 1942 in New York City genossen. Mitglieder der amerikanischen Streitkräfte genossen auch seine Auftritte im Viva-America-Programm, das im American Forces Network ausgestrahlt wurde. Bis 1945 wurden diese Darbietungen auch von 114 Stationen ausgestrahlt, die dem CBS-Netzwerk La Cadena de las Americas und Voice of America für Publikum in zwanzig lateinamerikanischen Ländern angehören, um die Politik der guten Nachbarschaft von Präsident Franklin Roosevelt zu unterstützen. In den 1940er Jahren trat er im CBS Radio Network-Programm Viva America auf. Während dieser Zeit arbeitete er mit Alfredo Antonini, Juan Arvizu, Nestor Mesta Chayres, Eva Garza, Elsa Miranda, Terig Tucci und dem CBS Pan-American Orchestra zusammen, um den mexikanischen Bolero und die lateinamerikanische Musik einem breiten Publikum in den USA vorzustellen.
Als Mitglied des bekannten Biviano Akkordeon & Rhythmus Sextette hat Serry auch seine Komposition Leone Jump für Sonora Records im Jahr 1945 aufgenommen. Diese Swing-Komposition wurde später als Single-Schallplatte von Sonora Records veröffentlicht und war in Jukeboxen landesweit zu hören. Eine Kopie seiner Aufnahme wird im Nationalmuseum für amerikanische Geschichte am Smithsonian Institute in Washington D.C. aufbewahrt. Im Jahr 1947 war er mit Joe Biviano und Tony Mottola in der Veröffentlichung des Albums Accordion Capers bei Sonora Records zu hören, mit Aufnahmen einiger Jazz-Lieblingskompositionen. Später im Jahrzehnt (1949) nahmen der Akkordeonist Joe Biviano und das RCA Victor Akkordeon-Orchester Serrys Komposition Manhattan Hop für RCA Victor auf (Katalog # 20-3388).
Serry gründete und betrieb ein Musikstudio in Manhattan und auf Long Island, in dem er für über dreißig Jahre (1945–1980s) Unterricht im Akkordeon-, Klavier- und Orgelspiel gab. Er wurde auch eingeladen, zu den jährlich stattfindenden Veranstaltungen der Master Accordion Classes und Seminare beizutragen, die von der American Accordionists Association in New York City (August 2000) veranstaltet wurden. Im Laufe der Jahre waren seine Schüler: Anthony Ettore, der ehemalige Präsident der American Accordionist’s Association (1987–1988) und Robert Davine, ein internationaler Akkordeon-Virtuose und Musikpädagoge an der Lamont School of Music der University of Denver.
Durch die Gründung seiner privaten Musikschule konnte Serry seine musikalischen Auftritte fortsetzen und gleichzeitig mehrere Methodenbücher für seine Studenten der Grundstufe, Mittelstufe und Oberstufe veröffentlichen (1945–1983). Seine Veröffentlichungen siehe Kapitel Bibliografie unten.
Wie viele andere virtuose Akkordeonisten dieser Ära nahm Serry die Einschränkungen des Stradella-Bass-Systems bei den Aufführungen von klassischer Musik zur Kenntnis. Um diese Einschränkungen zu umgehen und die Grundlage für bessere Aufführungen klassischer Musik für künftige Instrumentalisten zu schaffen, entwarf und entwickelte er in diesem Jahrzehnt ein Arbeitsmodell für ein Frei-Bass-System für das Akkordeon. Siehe dazu die Abbildung:
```
Klaviatur #2 __F#_G#_A#____C#_D#____F#_G#_A#____C#_D#____F#_G#_A#____C#_
Klaviatur #2 _F__G__A__B__C__D__E__F__G__A__B__C__D__E__F__G__A__B__C__D_
Klaviatur #1 __F#_G#_A#____C#_D#____F#_G#_A#____C#_D#____F#_G#_A#____C#__
Klaviatur #1__F__G__A__B__C__D__E__F__G__A__B__C__D__E__F__G__A__B__C__D_
```

### Die 1950er Jahre: Live-Fernsehen
Als die Vorherrschaft des Rundfunks dem Fernsehen Platz machte, passte Serry sich an, um sich das neue Medium zu eigen zu machen. Während der frühen Tage des Fernsehens in den 1950er Jahren spielte Serry bei CBS als Mitarbeiter des CBS Orchestra (1949–1960) und war ein Begleitmusiker in mehreren Live-TV-Programmen, darunter: The Jackie Gleason Show (1953); The Ed Sullivan Show (1959); The Frank Sinatra Show (1950er) und mit dem Organisten Billy Nalle, in dem Prime Time Drama Mama, mit Peggy Wood in der Hauptrolle (1953).

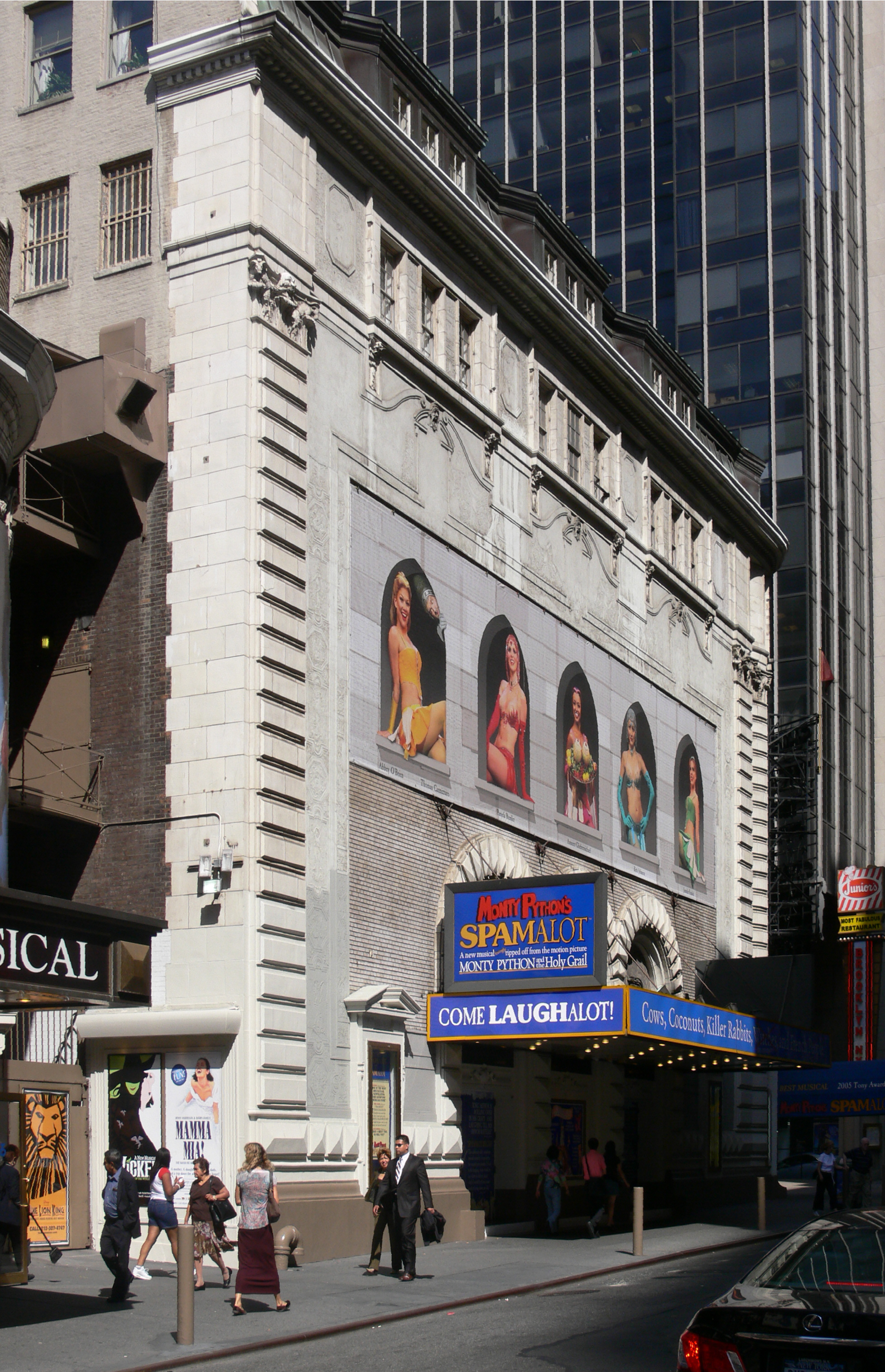
Shubert Theatre im New York City
Shubert Theatre NYC

Serry arbeitete auch mit Mitch Miller bei Columbia Records zusammen, um 1951 eine LP-Demoaufnahme zu produzieren. Julius Baker (erster Flötist für das Columbia Broadcasting Symphony Orchestra bei CBS und bei den New Yorker Philharmonikern) schloss sich ihm an, um eine weitere Demoaufnahme seiner Kompositionen Desert Rumba und La Culebra (1950) zu produzieren. Als sich die Fernsehtechnik verbesserte, arbeitete er unter André Kostelanetz, dem Dirigenten der Eastman Kodak Kinescope Sendungen (1951).
Da die Fernsehübertragung noch in den Kinderschuhen steckte, setzte Serry seine Auftritte auch im Radio fort. Er arbeitete als Mitglied des Magnante Akkordeon-Quartetts, das in solchen Shows wie The Lucky Strike Hour, Waltz Time, und American Melody Hour auftrat. Er vertrat gelegentlich den Gründer des Quartetts Charles Magnante.
Als die Popularität des Akkordeons weiterhin wuchs, wagte er sich auch auf die Broadway-Bühne, wo er mit Shirley Booth, Dino Diluca (einem italienischen romantischen Schauspieler), der Schauspielerin Lydia St. Clair und dem Regisseur Harold Clurman in einer Produktion von Arthur Laurents Schauspiel The Time of the Cuckoo zusammen spielte. Von 1952 bis 1953 ist Serry als Solist und Musikdirektor am Empire Theatre auf dem Broadway tätig.
Nach seinem Erfolg im Empire Theatre arbeitete er 1953 mit dem Orchester in der erfolgreichen Premiere von Can-Can am Shubert Theatre.
Aufgrund dieser reizvollen Unternehmungen komponierte, arrangierte und spielte er mehrere Kompositionen für Dot Records (#DLP3024) mit Al Caiola und Bernie Leighton auf seinem Album Squeeze Play (1956). Kritiker an der The Billboard zitierte das Album als ein neues und populäres Album im Jahr 1956. Sie beschrieb Serry’s Arbeit als eine schöne Aufführung, die eine ungewöhnliche beruhigende Stimmung schafft. Später in diesem Jahr wurde das Album auch von Kritikern in der Zeitschrift Cashbox bewertet. Serrys Darbietungen wurden mit Beifall bedacht, um eine breite Palette von musikalischen Stimmungen mit Anmut zu schaffen und gleichzeitig einen entspannten Stil der Aufführung beizubehalten. Dot Records veröffentlichte auch mehrere Songs des Albums in Japan als Teil einer Compilation-Aufnahme mit dem John Serry Orchestra und dem Billy Vaughn Orchestra (Ballroom in Dreamland, Dot #5006). 1958 wurden einige Songs des Albums erneut in Frankreich von Versailles Records (# 90 M 178) als Chicago Musette – John Serry et son Accordéon veröffentlicht. Er nahm während dieser Zeit auch für Decca Records auf und arbeitete mit Ben Selvin bei RCA Victor zusammen, um ein zweites Plattenalbum mit dem Titel RCA Thesaurus (1954) zu produzieren. Auch bemerkenswert im Bereich populärer Musik war die Aufzeichnung seines Werkes Leona Jump mit Tony Mottola auf der Gitarre und Angelo Delleria auf dem Akkordeon für Sonora Records im Jahr 1946. Serry arrangierte auch beliebte Lieder für Jukeboxen von J. P. Seeburg mit drei Akkordeons, Violinen, Vibraphon, Gitarre, Kontrabass, Schlagzeug und Klavier. Darunter waren: I Get a Kick Out of You, Mimi, The One I Love Belongs to Somebody Else, Swingin’ Down the Lane und tico-Tico.
Diese Aktivitäten führten zu Serrys Nominierung im Who Is Who In Music International im Jahr 1958.
Seine größere Komposition für Akkordeon, American Rhapsody, wurde im Jahre 1955 fertig gestellt und veröffentlicht. Durch das Komponieren für dieses oft vernachlässigte oder „verwaiste“ Orchesterinstrument trug er zur Weiterentwicklung der klassischen Musik und des symphonischen Jazz im 20. Jahrhundert in bemerkenswerter Weise bei (Siehe Kapitel Größere Kompositionen). Ein weiterer umfangreicher Unterrichtskurs wurde für Studenten des Akkordeons an der U.S. School of Music zu Beginn dieses Jahrzehnts abgeschlossen.

### Die 1960er Jahre: Broadway Theater
Die 1960er Jahre leiteten eine neue Ära populärer Unterhaltung ein, die sich an das breite Publikum wendete. Während dieses goldenen Zeitalters des Musicals arbeitete Serry an Voice of Firestone mit dem Dirigenten Howard Barlow (Gastdirigent für NBC Television in 1961) und bei The Revlon Revue (1960) für CBS Television.
1960 trat Serry in einer der ersten Stereoaufnahmen eines Akkordeonorchesters auf einem großen Label für Coral Records mit so bekannten Instrumentalisten wie Joe Biviano, Carmen Carrozza, Angelo Di Pippo und Eugene Ettore auf. Das Ensemble aus sechzehn Akkordeonisten nutzte modifizierte Klavierakkordeons, um die Orchesterklänge mehrerer Instrumente nachzubilden, während es klassische Werke von Nikolai Rimsky-Korsakow, Carl Maria von Weber, Nicolo Paganini und Pjotr Iljitsch Tschaikowski aufführte. Die Aufnahme wurde im Billboard Magazine für ihre hohe Musikalität zitiert.
Als das Broadway-Theater weiter gedieh, trat er in Produktionen auf wie: Cabaret im Imperial Theatre (1968); The Happy Time mit Robert Goulet am Broadway Theatre (1968 Tony Award Best Musical) und Fiddler on the Roof mit Zero Mostel im Majestic Theatre (New York) (1968).
Aufführungen für die breite Öffentlichkeit wurden auf der New Yorker Weltausstellung 1964 im Seven-Up International Gardens Pavilion präsentiert. Als Mitglied der Seven-Up Continental Band präsentierte er zum Vergnügen der Weltausstellungs-Besucher Musikstücke aus der ganzen Welt.
Immer wieder erpicht darauf seine Expertise mit aufstrebenden Künstlern zu teilen, spielte Serry 1965 in der Off-Broadway-Produktion von Gérard Calvis La Grosse Valise im 54th Street Theatre mit Ronald Fraser & Victor Spinetti (1965) (Komponist Gerard Calvi, Texte von Harold Rome, Musikdirektor Lehman Engel).

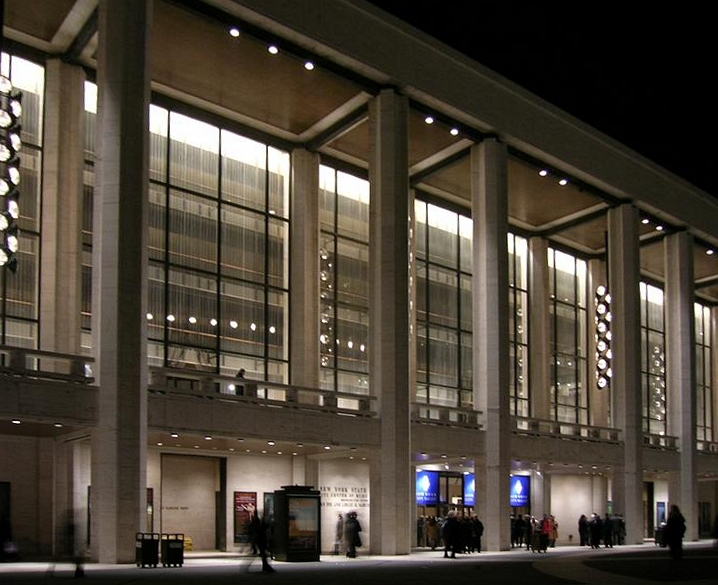
New York State Theater im Lincoln Center for the Performing Arts
New York City Opera

Später in diesem Jahrzehnt spielte er in einer Wiederaufnahme von South Pacific von Oscar Hammerstein II durch den Bandleader Guy Lombardo am Nikon at Jones Beach Theater auf Long Island (1968). Die Produktion zeigte Jerome Hines und Kathleen Nolan in den Hauptrollen und wurde von Oscar Hammersteins Sohn William Hammerstein geleitet.
Als er zur klassischen Konzertbühne zurückkehrte, spielte Serry als erster Konzert-Akkordeonist in Aufführungen des New Ballet, das zu Musik von Tschaikowski (Orchester-Suite Nr. 2) im New York State Theater – Lincoln Center (1969) inszeniert wurde. Die Produktion wurde aufgeführt als Teil der Jubiläumsfeier des New York City Ballet anlässlich ihres 20-jährigen Bestehens. Die Aufführungen zeigten sowohl die Choreographie von Jacques d’Amboise in der Premiere seiner Tchaikovsky Suite als auch die Kunst der Musiker des New York City Ballet Orchestra unter der musikalischen Leitung von Robert Irving. Haupttänzer im corps de ballet waren Francisco Moncion, Gerard Ebitz und Nina Fedorova.
Seine größere Komposition Concerto For Free Bass Accordion wurde ebenfalls im Jahr 1966 abgeschlossen. Damit trug er zu einem maßgeblichen Werk für Akkordeon bei, das sowohl die klassische Musik als auch den symphonischen Jazz umfasst (siehe Kapitel: Größere Kompositionen).

### Die 1970er Jahre bis 2002: Liturgische Konzerte
Zu Beginn der 1970er Jahre setzte Serry seine Arbeit als Akkordeonist in einer Wiederaufnahme von Fiddler on the Roof mit Zero Mostel bei der Westbury Music Fair auf Long Island fort. Im Laufe der 1970er Jahre begann sich das Interesse der Öffentlichkeit an Akkordeonmusik zu verringern. Aus diesem Grund verlegte sich Serry mehr auf seine Tätigkeit als Konzertorganist.

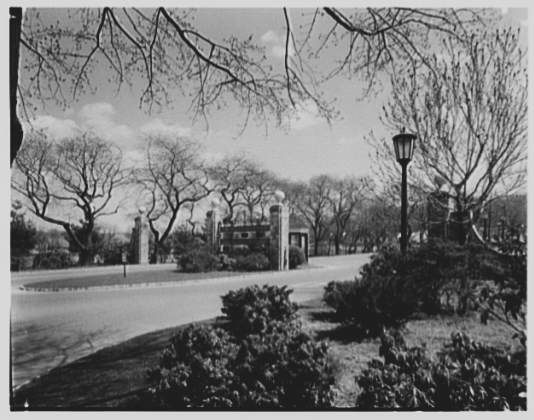
C. W.Post College, Brookville, Long Island. LOC gsc.5a29157

Im Laufe der nächsten fünfunddreißig Jahre war er ein eigenständiger freischaffender Kirchenorganist in der Interfaith Chapel der Long Island University C W Post Campus in Brookville, im US-Bundesstaat New York (1968–2002). Zusätzlich zu seinem regelmäßigen Spiel liturgischer Musik während der interreligiösen Hochzeitszeremonien komponierte er einen Processional for Organ, der während der offiziellen Einweihungsfeier der Kapelle gespielt wurde. In Zusammenarbeit mit Peg Larson (stellvertretender Leiter), Rabbi Nathaniel Schwartz (unabhängiger Kaplan) und Geistlichen der katholischen Kirche arrangierte und spielte Serry musikalische Programme für Hunderte von Hochzeitsfeiern und deren geladene Gäste. Dabei verwendete er die Hammond-Orgel (mit Leslie-Lautsprecher) der Interfaith Chapel sowie die intimere barocke Allen-Orgel.
Im Einklang mit den ökumenischen und liturgischen Leitlinien für interreligiöse Zeremonien spielte Serry geistliche Musik, die eine Vielzahl religiöser Traditionen widerspiegelte, darunter: Katholizismus, Protestantismus, Orthodoxe Kirchen und Judentum. Seine kurzen Konzerte wurden vor jeder Hochzeitszeremonie auf Orgel und Klavier vorgestellt. Für Gesangs-Solisten, Kantoren sowie Chasan übernahm er oft die musikalische Begleitung. Seine Konzerte beinhalteten klassische und zeitgenössische Werke von Komponisten wie: Bach, Beethoven, Leonard Bernstein, John Denver, Mendelssohn, Jean-Joseph Mouret, Mozart, Purcell, Tchaikovsky, Satie, Vivaldi, Wagner, Charles Widor und Andrew Lloyd Webber. Dabei brachte er zum Ausdruck, dass die Sprache der Musik einzigartig ist in ihrer Fähigkeit, alle Grenzen zu überschreiten und die Menschheit in Frieden zu vereinen.

### Tod

Long Island
Manhasset Bay Panorama 1

Serry starb 2003 im Alter von 88 Jahren nach einer kurzen Krankheit auf Long Island, im US-Bundesstaat New York. Einer seiner überlebenden Söhne ist John Serry junior, ein Jazzpianist, Komponist, Dirigent und Arrangeur.

## Musikalischer Stil
Bei seinem Spiel wendete Serry hohe musikalische Standards an und ließ Performance-Techniken außer Acht, die die Fortentwicklung des Akkordeonspiels in die Konzertsäle behindern könnten. Es war seine Überzeugung, dass das Akkordeon seine bisher eingeschränkte Rolle als Volksinstrument durch Konzertaufführungen mit anerkannten orchestralen Ensembles ändern könnte. Dabei hoffte er, die Vielseitigkeit und das Potenzial seines Instruments für Orchesterleiter, seine Mitmusiker und die breite Öffentlichkeit demonstrieren zu können. Dies war eine gewaltige Herausforderung aufgrund einer Vielzahl von Faktoren, die in den USA zu diesem Zeitpunkt herrschten: der Knappheit an Kompositionen für das Akkordeon innerhalb eines klassischen Musikensembles, der Zurückhaltung der amerikanischen Dirigenten und Musiker, das Akkordeon in einem orchestralen Umfeld zu verwenden und der überwiegenden Verwendung des Instruments bei der Aufführung ethnischer Musik für die amerikanische Öffentlichkeit.
In diesem Sinne wendete Serry eine Aufführungs-Philosophie an, die ein sorgfältiges Gleichgewicht zwischen dem Orchesterklang des Konzert-Akkordeons und den vertrauten robusten Techniken, die mit einer Solo-Performance verbunden sind, anstrebte. Als eines von wenigen Orchestermitgliedern, die eine Kopie der kompletten Orchesterpartitur erhielten, wurde Serry oft von seinen Dirigenten gebeten, verschiedene Teile des Orchesters zu begleiten: Violinen, Violen, Celli, Oboen, Klarinetten und Flöten. Dies erforderte sowohl die sorgfältige Verwendung der sanften Töne des Akkordeons als auch die vernünftige Verwendung der Akkordeonregister, um die verschiedenen im Orchester gefundenen Klangfarben zu ergänzen. Darüber hinaus vermied Serry den Einsatz von andauernder und ausgedehnter Glissandi, um sein Instrument erfolgreich zu integrieren und gleichzeitig dem gesamten Orchester harmonische und tonale Unterstützung zu bieten. Kritiker haben festgestellt, dass Serry eine Vielzahl von musikalischen Stimmungen mit Anmut kreierte und einen entspannten Spielstil betonte. Als Ergebnis erhielten seine Auftritte auf dem Stradella-Bass-Akkordeon und dem Bassetti-Freibass-Akkordeon von 1940 bis 1970 große Anerkennung und Respekt von seinen Mitmusikern in New York City.
Serrys Musikalität spiegelte sich auch in seinen musikalischen Publikationen und Kompositionen wider, die mehrere amerikanische Musikgenres inklusive Jazz und Klassik umfassen. Zu seinen musikalischen Publikationen gehören eine komplette Serie von Akkordeon-Lehrbüchern für Studenten sowie mehrere Transkriptionen von klassischen und populären Musikstücken für das Akkordeon-Quartett (siehe Kapitel: Veröffentlichte Kompositionen und Arrangements). Seine größeren Kompositionen spiegeln ein Interesse an den Werken von George Gershwin, Maurice Ravel, Claude Debussy und den perkussiven Rhythmen, die oft mit südamerikanischen Kompositionen verbunden sind (siehe Kapitel: Größere Kompositionen). Sein Orgelspiel wurde mit der amerikanischen Kinoorgel durchgeführt, die in den 1930er und 1940er Jahren populär war.

## Werke
Seine Kompositionen und Arrangements umfassen:
- Desert Rumba (für Akkordeon, 1939; Verlag Antobal Music, 1951)[140]
- Glissando (für Akkordeon; Verlag Biviano Music, 1942)[141][142]
- Tarantella (für Akkordeon, 1942; Verlag Alpha Music, 1955)
- Valse (Komponist Pjotr Iljitsch Tschaikowski, arrangiert für Akkordeon, Verlag Viccas Music, 1946)[143]
- Fantasy In F (für Akkordeon, Verlag Viccas Music, 1946)[144][145][146]
- Consolation Waltz (für Akkordeon, Verlag O. Pagani & Bro., 1948)[147]
- Uncle Charlie’s Polka (für Akkordeon, Verlag O.Pagani Bro., 1948)[148]
- The Bugle Polka (für Akkordeon, Verlag O. Pagani Bro., 1948)[149]
- Leone Jump (für Akkordeon, Verlag Pietro Deiro, 1956)[150][151][140]
- La Culebra (für Akkordeon, 1950; arrangiert für Akkordeon & Flöte; 1950, arrangiert für Flöte solo 1991; Verlag Antobal Music, 1951)[152][153]
- African Bolero (für Akkordeon, 1950; arrangiert für Akkordeon & Flöte; 1950, arrangiert für Flöte solo 1991; Verlag Antobal Music, 1951)[154][142]
- The Syncopated Accordionist (für Akkordeon, Verlag Charles Colin, 1952)[155][156]
- The First Ten Lessons For Accordion (für Akkordeon, Verlag Alpha Music, 1952)
- Accordion Method Books I, II, III, IV (für Akkordeon, Verlag Alpha Music, 1953)
- Rhythm-Airs For Accordion (Editor John Serry, Verlag Charles Colin & Bugs Bower, 1953)[157]
- La Cinquantaine (Musik: Gabriel Marie, arrangiert für Akkordeon Quartett, Verlag Alpha Music, 1954)[158]
- Allegro (Musik: Joseph Hayden, arrangiert für Akkordeon Quartett, Verlag Alpha Music, 1954)[158]
- Top Ten Accordion Solos – Easy To Play (Editor: John Serrapica, Verlag Alpha Music, 1954)[159][160]
- Junior Accordion Band Series (arrangiert für Akkordeon Quartett, Verlag Alpha Music, 1955)
- Tango Verde (Musik: Romero, arrangiert für Akkordeon Quartett, Verlag Alpha Music, 1955)
- Holiday In Rio (Musik: Terig Tucci, arrangiert für Akkordeon Quartett, Verlag Alpha Music, 1955)
- En Tu Reja (Musik: Romero, arrangiert für Akkordeon Quartett, Verlag Alpha Music, 1955)
- Tango Of Love (für Akkordeon Quartett, Verlag Alpha Music, 1955)[161][158]
- Manolas (Musik: Escobar, arrangiert für Akkordeon Quartett, Verlag Alpha Music, 1955)
- Petite Tango (für Akkordeon Quartett, Verlag Alpha Music, 1955)[162]
- Garden In Monaco (für Akkordeon Quartett, Verlag Alpha Music, 1956)[163][140]
- Rockin’ The Anvil (für Akkordeon Quartett, Verlag Alpha Music, 1956)[164][140]
- Selected Accordion Solos (für Akkordeon Quartett, Verlag Alpha Music, 1956)
- Spooky Polka (für Akkordeon Quartett, Verlag Alpha Music, 1957)[137]
- Reeds In A Rush (für Akkordeon Quartett, Verlag Alpha Music, 1957)[137]
- American Rhapsody (für Akkordeon Quartett, Verlag Alpha Music, 1957)[165]
- I Get a Kick Out of You (Musik: Cole Porter, Musikarrangement für Violinen, drei Akkordeons, Gitarre, Vibraphon, Kontrabass, Schlagzeug und Klavier 195?)[166]
- Mimi (Musik Richard Rodgers, Musikarrangement für Violinen, drei Akkordeons, Gitarre, Vibraphon, Kontrabass, Schlagzeug und Klavier 195?)[167]
- The One I Love Belongs to Somebody Else (Musik Isham Jones, Musikarrangement für Violinen, drei Akkordeons, Gitarre, Vibraphon, Kontrabass, Schlagzeug und Klavier 195?)[168]
- Swingin’ Down the Lane (Musik Isham Jones, Musikarrangement für Violinen, drei Akkordeons, Gitarre, Vibraphon, Kontrabass, Schlagzeug und Klavier 195?)[169]
- Tico-Tico no Fubá (Musik Zequinha de Abreu, Musikarrangement für drei Akkordeons, Gitarre, Kontrabass und Klavier, 195?)[170]

Serrys Kompositionen im Bereich Orchestral Jazz und Klassische Musik beinhalten:
- American Rhapsody (für Pianoakkordeon, 1955: veröffentlicht von Alpha Music 1957; transkribiert für Piano, 2002)[171][172]
- Concerto For Free Bass Accordion (für Pianoakkordeon Melodiebass, 1966; transkribiert für Piano, 1995–2002, unveröffentlicht, auch bekannt als Concerto in C Major for Bassetti Accordion)[173][174][175]

Unveröffentlichte Kompositionen
- Invitation to Jive (für drei Akkordeons, Gitarre und Bass, 1946)[140]
- The Lost Tango (für Akkordeon und Stimme, 1956)[176]
- Processional For Organ (Hochzeitsmarsch für Orgel, 1968)[137]
- Falling Leaves (für Piano, 1976)[177][178]
- Elegy (Elegie/Geistliche Musik für Orgel, 1984, überarbeitet 1991)[178]
- A Savior Is Born (Geistliche Musik/Weihnachtsmusik für Orgel & Singstimme, 1991)[179][180]
- Dreams Trilogy (für Piano, 1991)[178]
- The Lord’s Prayer (Geistliche Musik/Vaterunser für Orgel & Chor, 1992)[181][180]
- Five Children’s Pieces (für Piano, 1996)[178]

## Diskografie
- Squeeze Play[93][182] – Dot Records (Katalog #DLP-3024) (1956)[35][183] Arrangeur/Soloist John Serry senior, Musikalische Arrangements für: zwei Akkordeons, Klavier, Gitarre, Bass, Schlagzeug, Vibes, Marimba. Titelliste: Garden in Monaco (arrangeur Serry), Terry’s Theme – Charles Chaplin, When My Dreamboat Comes Home – Cliff Friend/David Franklin, Blue Bell – S. Stanley, Rockin The Anvil – melodie von Giuseppe Verdi (Il trovatore)/arrangeur Serry, Secret Love – Paul Webster/Sammy Fain, Granada – Augustin Lara, Side by Side – Harry M. Woods, My Heart Cries for You – Percy Faith/Carl Sigman, Hawaiian Night – Hans Carste/Francis Vincente, Button Up Your Overcoat – DeSylva/Ray Henderson, Rock ’N’ Roll Polka – Mort Lindsey/Skinner
- RCA Thesaurus RCA Records Transkriptions-Serie. John Serry senior als Arrangeur und Solist mit The Bel-Cordions Ensemble (Vier Akkordeons, Streichbass, Gitarre) und Ben Selvin – Music Director (1954).[35][184] Titelliste: Allegro – Franz Joseph Haydn, The Golden Wedding (La Cinquantaine) – Jean Gabriel-Marie, Tango of Love – John Serry senior, Shine On Harvest Moon – Jack Norworth/Nora Bayes, My Melancholy Baby – Ernie Burnet/George A. Norton, Singin’ in the Rain – Arthur Freed/Nacio Herb Brown, Nobody's Sweetheart – Elmer Schoebel/Gus Kahn, Chicago – Fred Fisher, If You Knew Susie – Buddy DeSylva/Joseph Meyer, Somebody Stole My Gal – Leo Wood, Ta-ra-ra-Boom-de-ay – Paul Stanley, Old McDonald – Kinderlied, Beer Barrel Polka – Jaromír Vejvoda/Eduard Ingris, I Love Louisa – Arthur Schwartz/Howard Dietz, Oh, You Beautiful Doll – Seymour Brown/Nat D. Ayer, Chinatown, My Chinatown – William Jerome/Jean Schwartz
- Ballroom in Dreamland – Dot Records (Katalog # 5006) – Eine Compliation-Aufnahme von Easy Listening Musik des John Serry Orchestra und des Billy Vaughn Orchestra, die in Japan veröffentlicht wurde (195?).[185]
- Pietro Deiro Presents the Accordion Orchestra – Coral Records (Katalog # CRL-57323) – Als Mitglied des Orchesters auftreten: Sechzehn Akkordeons, die in Italien modifiziert wurden, um beim Spielen klassischer Musik die Klänge eines traditionellen Orchesters nachzubilden (1960)[186][187][188][189]:Liste der Musikauswahl: Danse des Bouffons – Nikolai Rimsky-Korsakov, Beguine di Roma – Joe Biviano, Invitation to the Dance – Carl Maria von Weber, La Cumparsita – arreglista musical Joseph Biviano, La Chasse – Niccolo Paganini, Danse Chinoise – Pyotr Ilyich Tchaikovsky, Three Blind Mice – arreglista musical Joseph Biviano, Danse de Marlitens – Pyotr Ilyich Tchaikovsky, Walse de Fleur – Pyotr Ilyich Tchaikovsky, The Flight of the Bumble Bee – Nikolai Rimsky-Korsakov, The Rooster – Joe Biviano, Careless one cha-cha-cha – Joe Biviano
- Accordion Capers – Sonora Records (Katalog # MS 476) – als Mitglied des Biviano Accordion & Rhythm Sextette. (1947)[73][190] Titelliste:Little Brown Jug – Joseph Eastburn Winner, Golden Wedding (La Cinquantaine) – Jean Gabriel-Marie, Leone Jump – John Serry senior, Swing Low, Sweet Chariot – Wallis Willis, That’s a Plenty – Lew Pollack, Scotch Medley – Volksmusik, Jazz Me Blues – Tom Delaney
- Latin American Music – Alpha Records (Katalog # 12205A, 12205B, 12206A, 12206B) – als Mitglied des Viva America Orchestra – Dirigent des Orchestra Alfredo Antonini (1946)[191][192] Liste der musikalischen Auswahl: Caminito de tu Casa – Julio Alberto Hernández, Chapinita – Miguel Sandoval, Adios Mariquita Linda – Marcos A. Jimenez, Mi Nuevo Amor, La Zandunga – Andres Gutierrez/Maximo Ramo Ortiz, La Mulata Tomasa – Lazaro Quintero, Tres Palabras – Osvaldo Farres, Noche De Ronda – Agustin Lara
- Leone Jump – Sonora Records (Katalog # 3001 B) – als Mitglied des Biviano Accordion & Rhythm Sextette. (1945)[72][193]
- Tres Palabras und Esta Noche Ha Pasado – Columbia Records (Katalog # 6201-X) – als Mitglied des CBS Pan American Orchestra – Dirigent des Orchestra Alfredo Antonini mit Sänger Luis G. Roldan (194?)[194][195] Liste der musikalischen Auswahl: Tres Palabras – Osvaldo Farres, Esta Noche Ha Pasado – M. Sabre Marroquin
- Asi und Somos Diferentes – Columbia Records (Katalog # 6202-X) als Mitglied des CBS Pan American Orchestra – Dirigent des Orchestra Alfredo Antonini mit Sänger Luis G. Roldan (194?)[196][197] Liste der musikalischen Auswahl: Asi – María Grever, Somos Diferentes – Pablo Beltrán Ruíz
- La Palma und Rosa Negra – Pilotone Records (Katalog # 5067 & # 5069) – als Mitglied des CBS Viva America Orchester – Dirigent des Orchestra Alfredo Antonini mit Sänger – Los Panchos Trio (194?)[198] Liste der musikalischen Auswahl: La Palma (ein chilenischer Tanz), Rosa Negra (eine Conga)
- El Bigote de Tomas und De Donde – Columbia Records (Katalog # 36666) – als Mitglied des CBS Tipica Orchester – Dirigent des Orchester Alfredo Antonini mit Tenorsängerin Juan Arvizu (194?)[199] Liste der musikalischen Auswahl: El Bigote de Tomas – Valie, De Donde – María Grever
- Mi Sarape und Que Paso? – Columbia Records (Katalog # 36665) – als Mitglied des CBS Tipica Orchester – Dirigent des Orchestra Alfredo Antonini mit Tenorsängerin Juan Arvizu (194?)[200] Liste der musikalischen Auswahl: Mi Sarape – María Grever, Que Paso? – Cortazar
- Viva Sevilla! und Noche de Amor – Columbia Records (Katalog # 36664) – als Mitglied des CBS Tipica Orchestra – Dirigent des Orchestra Alfredo Antonini mit Tenorsängerin Juan Arvizu (194?)[201] Liste der musikalischen Auswahl: Viva Sevilla! – Lavidad/Delmoral, Noche de Amor – Tchaikovsky arr.Arvizu/Antonini
- Shep Fields and His Rippling Rhythm Orchestra – Bluebird Records – als Mitglied des Orchesters (1938)[202]Liste der Audioalben 1938: A Stranger in Paree (#B-7566), I Wanna Go Back to Bali (B#7566) – Harry Warren/Al Dubin, Cathedral In The Pines (#B-7553) – Charles Kenny/Nick Kenney, Somewhere With Somebody Else (#B-7555), That Feeling Is Gone (#B-7555), Good Evenin', Good Lookin (#B-7553), My Walking Stick (#B-7592), Havin' Myself A Time (#B-7581) – Ralph Rainger/Leo Robin, Fare Thee Well, Annie Laurie (#B-7581), This Time It’s Real (#B-7579), If It Rains – Who Cares? (#B-7579), Now It Can Be Told (#B-7592) – Irving Berlin, I’ve Got A Pocketful of Dreams (#B-7581), In Any Language (#B-7604), Where In The World (#B-7604), Any Little Girl, That’s a Nice Little Girl, Is the Right Little Girl for Me (#B-7606) – Thomas J. Gray/Fred Fisher, In The Merry Month Of May (#B-7606), Don’t Let That Moon Get Away (#B-7697) – Johnny Burke/James V. Monaco
- Shep Fields and His Rippling Rhythm Orchestra – Bluebird Records – als Mitglied des Orchesters (1937)[203] Liste der Audioalben 1937: With a Smile and a Song (#B-7343) – Frank Churchill/Larry Morey, Whistle While You Work (#B-7343) – Frank Church/Larry Morey, It’s Wonderful (#B-7333), I’m The One Who Loves You (#B-7333), There’s A New Moon Over The Old Mill (#B-7355) – Allie Wrubel/Herb Magidson, Goodnight, Angel (#B-7355) Allie Wrubel/Herb Magidson, Bob White (Whatcha Gonna Swing Tonight?) (#B-7345) – Bernard Hanighen/Johnny Mercer
- Chicago Musette-John Serry and His Accordion – Versailles (Katalog # 90 M 178) veröffentlicht in Frankreich (1958)[204][205][99] Musikalische Arrangements von Serry. Titelliste: Rock and Roll Polka – Mort Lindsey/Skinner, My Heart Cries For You- Percy Faith, Carl Sigman, Secret Love – Paul Webster/Sammy Fain, Granada – Agustin Lara

## Filmografie
- The Big Broadcast of 1938 (1938) – als er selbst, beim Auftritt mit dem Shep Fields Orchestra.

## Schriften
- John Serry: The Danzon, The Bolero, The Rumba – The Substitute American Rhythm Emphasis Laid on Going Native. In: Accordion News.1935[206]
- John Serry: Training: Reading From Piano Scores. Stumbling Cues. Avoid Time Wasters. In: Accordion News. 1935[207]
- John Serry: Orchestrations: A Study in Rhythm, Tango Chosen For Its Diversity, The Break, How the Accordion Should be Played in the Orchestra. In: Accordion News. 1935[208]
- John Serry: Chorus. In: Accordion News. 1936[209]
- John Serry: Accordions & Orchestras: Past Present & Future. In: Accordion World. November 1937.
- John Serry: Those Neglected Basses. In: Accordion World. März 1939.[210]
- John Serry: What's Wrong With The Accordion. In: Accordion World. 1947[211]
- John Serry: Jazz And The Student Accordionist. In: Accordion World. 1961.[212]
- John Serry: The Syncopated Accordionist. Studies in syncopation. Charles Colin, New York 1952 OCLC 19894315.

## Archivierte Werke
- John J. Serry Sr. Collection – Ausgewählte Beispiele von Serrys Original-Partituren, Arrangements, LP-Aufnahmen, Aufzeichnungsbändern und verwandten Materialien wurden für die Archivierung in der Eastman School of Music Sibley Music Library innerhalb des Ruth T. Watanabe Special Collections Department gespendet, um für Forscher und Studenten nützlich zu sein.[213][214]
- Der Katalog Discography of American Historical Recordings der University of California in Santa Barbara enthält mehrere Masteraufnahmen von Serrys Auftritten mit dem Shep Fields Rippling Rhythm Jazz Orchestra in New York City (1937–1938), die online über zugänglich sind Audio-Streaming.[215] (englisch)
- Chicago Musette – John Serry and His Accordion – soloist John Serry (1958) – eine Kopie der Schallplatte ist in der Bibliotheque nationale de France in Paris archiviert.[99][216][217] (französisch).
- The Syncopated Accordionist – autor John Serrapica (1952) – eine Kopie des Buches zirkuliert in der Library of Congress, Washington DC, USA[155]
- Top Ten Accordion Solos – Easy to Play – editor John Serrapica (1954) – eine Kopie der Partitur zirkuliert in der Library of Congress, Washington DC, USA[159]
- Valse – music by Tchaikovsky arranged by Serry (1946) – eine Kopie der Partitur zirkuliert in der British Library, London, UK[143][218]
- La Culebra Compositore e arrangiatore John Serry (1950 & 1991) – eine Kopie der Partitur zirkuliert in der Juilliard School – Lila Acheson Wallace Library, New York, USA[219] (englisch)
- African Bolero Compositore e arrangiatore John Serry (1950 & 1991) – eine Kopie der Partitur zirkuliert in der Juilliard School – Lilia Acheson Wallace Library, New York, USA.[220] (englisch)
- Latin American Music – Serry ist ein Mitglied des Viva America Orchestra – Alfredo Antonini Dirigent des Orchesters (1946) – eine Kopie des Plattenalbums wird in der Kongressbibliothek der Vereinigten Staaten in Washington, DC, USA, archiviert.[221]
- It’s A Grand Night For Singing: Excerpt from a radio program („Program of the Three Americas“) – Columbia Broadcasting System – La Cadena de Las Americas – Serry ist Mitglied von Viva America Orchestra – Dirigent des Orchesters Alfredo Antonini (1945)[222] musikalische Auswahl umfasst Werke von Irving Berlin, Jerome Kern und Richard Rodgers – eine Kopie des Auszugs aus dem Radioprogramm ist in der New York Public Library in New York, USA, archiviert[223]
- Victoria Cordova – Serry als Mitglied des Alfredo Antonini Orchestra – Dirigent Alfredo Antonini – aufgezeichnet für Muzak(194?) – Tonaufzeichnungen werden in der Kongressbibliothek, Washington, D.C, Vereinigte Staaten von Amerika[224][225][226][227] Liste der musikalischen Kompositionen: Verde Luna – Vincente Gomez, Tres Palabras – Osvaldo Farres, What a Difference a Day Made – Maria Grever, You Belong to My Heart – Agustin Lara, I Love you So Much More, Say It Isn’t So – Irving Berlin, How Deep Is the Ocean – Irving Berlin, I Don’t Want to Love You (Like I Do),Me Ensenastes a Quere (Just to Know that You Care), Temor (There’s Still a Little Time), Siboney – Ernesto Lecuona, Acurrucadita, Amor – Gabriel Ruiz, Sone, Tu Nombre, Lucero Mananero, Cancion del Alma, Muy Tarde, Noche de Luna, Amar y Vivir – Consuelo Velazquez Torres, Crueldad, A Perfect Day – Carrie Jacobs-Bond, Edelma – Pasillo – Terig Tucci
- Leone Jump und Swing Low, Sweet Chariot und The Jazz Me Blues und Nursery Rhymes – Serry ist ein Mitglied des Joe Biviano Accordion and Rhythm Sextette (1945?) Album ist online archiviert.[228]Liste der musikalischen Kompositionen: Leone Jump – John Serry Sr., Swing Low, Sweet Chariot – Wallace Willis, The Jazz Me Blues – Tom Delaney, Nursery Rhymes – Kinderreime
- Tres Palabras und Esta Noche Ha Pasado – Serry ist ein Mitglied des CBS Pan American Orchester – Dirigent des Orchesters Alfredo Antonini – Sänger Luis G. Roldan (194?) – Album ist online archiviert.[229][230]Liste der musikalischen Kompositionen: Tres Palabras – Osvaldo Farres, Esta Noche Ha Pasado – M. Sabre Marroquin
- Asi und Somos Diferentes – Serry ist ein Mitglied des CBS Pan American Orchester – Dirigent des Orchesters Alfredo Antonini – Sänger Luis G. Roldan (194?) – Album ist archiviert online auf frontera.library.ucla.edu (englisch)[231][232]Liste der musikalischen Kompositionen: Asi – María Grever, Somos Diferentes – Pablo Beltrán Ruíz
- La Palma und Rosa Negra – Serry ist ein Mitglied des CBS Viva America Orchester – Dirigent des Orchesters: Alfredo Antonini mit Sänger – Los Panchos Trio (194?) Album ist online archiviert[233]Liste der musikalischen Kompositionen: La Palma (Ein chilenischer Tanz), Rosa Negra (eine conga)
- El Bigote de Tomas und De Donde – Serry als Mitglied des CBS Tipica Orchester – Dirigent des Orchester Alfredo Antonini mit Tenorsängerin Juan Arvizu (194?) Album ist online archiviert[199] Liste der musikalischen: El Bigote de Tomas – Valie, De Donde – María Grever
- Mi Sarape und Que Paso? – Serry als Mitglied des CBS Tipica Orchester – Dirigent des Orchestra Alfredo Antonini mit Tenorsängerin Juan Arvizu (194?) Album ist online archiviert[200]List der musikalischen: Mi Sarape – María Grever, Que Paso? – Cortazar
- Viva Sevilla! und Noche de Amor – Serry als Mitglied des CBS Tipica Orchestra – Dirigent des Orchestra Alfredo Antonini mit Tenorsängerin Juan Arvizu (194?) Album ist online archivierter[201] Liste der musikalischen: Viva Sevilla! – Lavidad/Delmoral, Noche de Amor – Tchaikovsky arr.Arvizu/Antonini

## Berufliche Verbindungen
Serry war ein aktives Mitglied der Broadcast Music Incorporated, SESAC, American Federation of Musicians (Local # 802) (1933–2003), und der American Guild of Organists. Für eine kurze Zeit war er Chartermitglied der American Accordionists Association (1938). Er betrieb professionelle musikalische Studien mit: Joseph Rossi (Akkordeon, 1926–1929); Albert Rizzi (Klavier und Harmonik, 1929–1932); Gene von Hallberg, dem Gründer der American Accordionists Association (Kontrapunkt und Harmonik, 1933–1934); Jascha Zade (Klavier, 1945–1946); Arthur Guttow (Orgel, 1946) und Robert Strassburg (Klavier, fortgeschrittene Harmonik und Orchestrierung, 1948–1950).